# Canadian Professional Championship
Canadian Professional Championship – profesjonalny turniej snookera, w którym mogli grać wyłącznie zawodnicy z Kanady.

## Historia
Mistrzostwa po raz pierwszy rozegrano nieoficjalnie w 1980 roku, a ich zwycięzcą został Cliff Thorburn.
Pierwszy oficjalny turniej kanadyjski odbył się w 1983 , kiedy to World Professional Billiards and Snooker Association zaoferowała dotację w wysokości 1000 funtów na gracza każdemu krajowi, który organizował profesjonalne mistrzostwa krajowe. Podobnie jak inne podobne turnieje w Australii i Republice Południowej Afryki, został on przerwany po zakończeniu finansowania przez WPBSA po sezonie 1988/89.

## Zwycięzcy
| Rok  | Zwycięzca      | Finalista    | Wynik | Miejsce | Sezon   |
| ---- | -------------- | ------------ | ----- | ------- | ------- |
| 1980 | Cliff Thorburn | Jim Wych     | 9–6   | Toronto | 1979/80 |
| 1983 | Kirk Stevens   | Frank Jonik  | 9–8   | Toronto | 1983/84 |
| 1984 | Cliff Thorburn | Mario Morra  | 9–2   | Toronto | 1984/85 |
| 1985 | Cliff Thorburn | Bob Chaperon | 6–4   | Toronto | 1985/86 |
| 1986 | Cliff Thorburn | Jim Wych     | 6–2   | Toronto | 1986/87 |
| 1987 | Cliff Thorburn | Jim Bear     | 8–4   | Toronto | 1987/88 |
| 1988 | Alain Robidoux | Jim Wych     | 8–4   | Toronto | 1988/89 |